# Öresundskablarna
Öresundskablarna är flera kraftkablar i Öresund mellan Sverige och Danmark.
Planer för en sammankoppling av det danska kraftnätet på Själland och det svenska i Skåne började diskuteras 1905. Den första Öresundskabeln på 25 kV med en kapacitet på cirka 6 MW mellan Pålsjö skog och Helsingör togs i bruk 7 december 1915. Kabeln skadades 1925 och ersattes av en 50 kV-kabel. En andra 50 kV kabel installerades 1929 och kapaciteten för de två kablarna var cirka 40 MW. 
En kabel för 120 kV togs i bruk 1951, den var en flatkabel och den totala kapaciteten var ungefär 85 MW. Kabeln från 1915 ersattes 1954 med en andra 120 kV-kabel och den totala kapaciteten efter det var 165 MW. En ny 130 kV kabel av typen oljekabel installerades 1958 och en andra av samma typ togs i bruk 1963. Oljekablarna var dimensionerade för 145 kV med ett tvärsnitt på 3x185 mm². De tillverkades i längder på 700 m i Sundbyberg av Sieverts Kabelverk, varje kabel var totalt 7 km lång. Dessa fyra elkablar är fortfarande i drift och ägs tillsammans av Energinet och Eon Sverige sedan Sydkraft tog över den svenska delen helt 2001. Eon Sverige har ansökt om att ersätta dessa med två nya 130 kV kablar med samma kapacitet.
Två 400 kV-kablar lades ner i den norra delen av sundet 1973 och 1985. Den äldre kabeln ersattes 2020 av en ny, också för 400 kV. De ägs av Svenska kraftnät och Energinet. Överföringskapaciteten är (2020) 1 700 MW i östlig riktning och 1 300 MW i västlig riktning.